# Мехель, Кристиан фон
Кристиан фон Мехель (нем. Christian von Mechel; 4 апреля 1737, Базель — 11 апреля 1817, Берлин) — швейцарский рисовальщик и гравёр в технике офорта, издатель печатной продукции и торговец произведениями искусства. Один из основателей музейного дела и научной истории искусства Швейцарии.

## Биография
Кристиан фон Мехель происходил из старинной семьи ремесленников из Базеля. Его отец Иоханнес (1713—1796) и дед Иосиас оба работали бондарями, а его мать Саломея Булахер (1713—1787) была дочерью мастера гильдии; сама фамилия восходит к XVI веку, а его прадед по материнской линии, Кристиан Мунк (1678—1747), был мастером гильдий и базельским магистратом.
Кристиан посещал латинскую школу в Базеле, готовясь к карьере священнослужителя. С 1753 года он начал обучение у гравёра у Георга Даниэля Хоймана в Аугсбурге. В 1757 году он некоторое время работал у Иоганна Георга Пинца в Нюрнберге. С 1757 по 1764 год жил в Париже, где учился у Иоганна Георга Вилле, а затем открыл собственную гравировальную мастерскую.
В 1761 году он женился на Элизабет Хаас (1740–1786), дочери уважаемого литейщика Иоганна Вильгельма Хааса из Нюрнберга. В 1795 году он снова женился на Фридерике фон Вагнер, дочери банкира и финансиста Людвига Фридриха фон Вагнера из Регенсбурга, но они развелись в следующем году. Оба брака оказались бездетными.
Во время поездки в Италию в 1767 году Мехель познакомился с Иоганном Иоахимом Винкельманом и Иоганном Фридрихом Раффенштайном, которые в последующие годы регулярно поставляли ему предметы искусства из Италии на продажу. Помимо основания учебной гравировальной мастерской (Kupferstecherakademie) в Базеле, среди учеников которой были Вильгельм Фридрих Гмелин, Кристиан Хальденванг и Иоганн Генрих Тролль, Мехель также открыл в 1767 году художественный салон, который вскоре приобрёл международную известность.
Кроме торговли гравюрами и обучения мастеров Мехель гравировал сам, в основном по оригиналам других художников. Среди его постоянных заказчиков были Иоганн Вольфганг фон Гёте, император Иосиф II, который посетил мастерскую Мехеля в июле 1777 года во время своего пребывания в Базеле. Мехелю было официально поручено сопровождать императора с показом коллекции Гольбейна в Базеле, и он сопровождал императора в его дальнейшей поездке в Вальдсхут 26 июля 1777 года. Иосиф II в ноябре 1777 года пригласил Кристиана фон Мехеля в Вену. В 1778 году Мехель отправился в столицу Австрии, где поступил на службу у императора.
За эти продуктивные годы он опубликовал несколько томов гравюр, в том числе «Идеи и планы наиболее примечательных событий настоящей войны австрийцев и русских против турок» (Vorstellungen und Plane der merkwürdigsten Begebenheiten des gegenwärtigen Krieges der Österreicher und Russen gegen die Türken, 1790), «Проект истории швейцарского искусства» (Entwurf einer Kunstgeschichte Helvetiens, 1791) и многое другое. Его издания, такие как «Маршрут Сен-Готарда: часть Валле и регионов Швейцарии» и «Виды Швейцарии» основывались на растущей популярности путешествий богатых аристократов.

## Создание картинной галереи в Вене
В 1776 году Мария Терезия и её сын, император Иосиф II, решили перенести «Императорскую картинную галерею» из Императорских конюшен — части городского императорского дворца Хофбург — в резиденцию Бельведер. Картины должны были разместиться на этажах Верхнего Бельведера. Мехелю было поручено реорганизовать картинную галерею в Бельведерa с целью её открытия для публики. Кристиан Мехель был одним из первых специалистов, кто классифицировал произведения искусства: картины, скульптуры и рисунки, литографии, гравюры по видам искусства, историческим периодам, мастерам и национальным школам. Это было необходимо для составления каталогов и открытия галереи для посещения. Галерея открылась пять лет спустя, что сделало её одним из первых публичных музеев в мире.
В 1783 году Кристиан вернулся в Базель, где впоследствии создал гравюры по медалям работы Иоганна Карла фон Гедлингера в Дюссельдорфской картинной галерее и «Пляске смерти» Гольбейна Младшего.
В 1789 году Кристиан фон Мехель снова путешествовал по южной Германии, Рейнской области и Нидерландам; оказавшись в Нидерландах, он отправился в Англию, ко двору короля Георга III. В начале 1790-х годов он объединил усилия для совместных проектов с английским гравёром и издателем Валентайном Грином. В 1794 году Мехель снова приехал в Базель, но последствия Французской революции привели к ухудшению его материального положения, торговли произведениями искусства и печатными изданиями.
В течение нескольких лет Мехель путешествовал по Германии, переезжая из города в город, часто пешком, усердно работая над своими познаниями в области истории искусства, каталогизации и организации местных музеев и частных коллекций в обмен на кров и пропитание. Остановившись во Франкфурте-на-Майне, он каталогизировал произведения искусства местного доминиканского монастыря, затем отправился в Кассель и Веймар, где познакомился с Гёте и Шиллером. В Дрездене он встречался со швейцарскими художниками Антоном Граффом и Адрианом Цингом.
В 1805 году Мехель поселился в Берлине. В 1808 году он закрыл свою торговлю произведениями искусства в Базеле и начал работать в Берлине.
В 1817 году Кристиан фон Мехель скончался в Берлине. В 1875 году в его честь была названа улица Мехельгассе в Вене-Ландштрассе (3-й район). Среди его учеников был его племянник, гравёр Иоганн Якоб фон Мехель (1764—1816).

## Значение трудов Мехеля для истории искусства
Будучи президентом Швейцарского общества художественных галерей, которое он основал в 1791 году, Мехель написал первую историю искусств Швейцарии. Он был одним из первых историков искусства, создававших художественные выставки на основе недавно разработанной концепции школ живописи. Его организация коллекции живописи Габсбургов по национальным школам и размещение картин разных школ в определённых залах, от одного к другому, направляли зрителя по временной шкале развития, чем заложили основу для практической формы изучения истории искусств.
В сотрудничестве с Вильгельмом фон Гумбольдтом и другими Мехель стал выпускать роскошные печатные издания по истории искусства, демонстрирующие, в частности, произведения таких художников Реформации, как Лукас Кранах Младший.

## Галерея
- Старый швейцарец посвящает своих сыновей Отечеству перед оссуарием в Морате. 1790. Офорт
- Замок Шильон, Женевское озеро, вид с севера. Между 1790 и 1797. Офорт, акварель. Швейцарская национальная библиотека, Берн
- Аарбург, с северо-запада. 1790. Акварель. Швейцарская национальная библиотека, Берн
- Традиционный костюм кантона Фрибур. 1790. Офорт, акварель. Швейцарская национальная библиотека, Берн
- Музыканты, играющие на альпийском рожке. Офорт, акварель. Швейцарская национальная библиотека, Берн

## Научные публикации
- Oeuvre du Chevalier Hedlinger ou recueil des medailles de ce celebre artiste (1776)
- La Galerie Électorale De Dusseldorff (1778)
- Hans Holbein — Le triomphe de la mort (1780)
- Verzeichniß der Gemälde der Kaiserlich Königlichen Bilder-Gallerie in Wien (1783)
- Karl Gottlieb von Windisch’s Briefe über den Schachspieler des Hrn. von Kempelen (1783)
- Costumes de Paysans et Paysannes de la Suisse (1785)
- Vorstellungen und Plane der merkwürdigsten Begebenheiten des gegenwärtigen Krieges der Österreicher und Russen gegen die Türken (1790)
- Explication des renvois de l’estampe enluminée, qui représente la vallé de Chamouni, le Mont-Blanc et les montagnes adjacentes (1791)
- Entwurf einer Kunstgeschichte Helvetiens (1791)
- Itinéraire du St. Gothard, d’une partie de Vallais et des contrées de la Suisse, que l’on traverse ordinairement pour se rendre au Gothard (1795)
- Recueil de Vues choisies de la Suisse (1796)
- Tableaux historiques et topographiques, ou relations exactes et impartiales des trois événemens mémorables qui terminèrent la campagne de 1796 sur le Rhin (1798)
- Soldaten- und Plotons-Schule für die Infanterie aus dem französischen Reglement (1799)
- Plan, Durchschnitt und Aufriß der drey merkwürdigsten hölzernen Brücken in der Schweiz (1803)
- Tableau comparatif des montagnes de la Lune, de Venus, de Mercure et de quelques-unes de plus hautes montagnes de la Terre (1806)
- Lucas Cranach’s Stammbuch (1814)
- Bildnisse sämmtlicher zu dem Throne von Frankreich zurückberufenen Bourbons (1814)
- Den gekrönten Befreiern Europas jetzt in Wien versammelt … widmet die Abbildung der Eisernen Hand des … Götz von Berlichingen (1815)